# Schlager-Süßtafel
Die Schlager-Süßtafel ist ein Genussmittel, das ursprünglich zwischen zirka 1970 und 1990 in der DDR vom VEB Rotstern Schokoladenwerk in Saalfeld als ein schokoladenähnliches  Produkt hergestellt wurde. Sie ist inzwischen wieder erhältlich.

## Produktgeschichte
Der Name Süßtafel (statt Schokolade) erlaubte den teilweisen oder völligen Verzicht auf Kakaobestandteile. Das Produkt ähnelte zuerst weißer Schokolade und wurde zum Einzelhandelsverkaufspreis von 50 Pfennig verkauft. Bald folgte aber eine andere Rezeptur, die aus Hartfett, Zucker, Molke und Kakaopulver sowie Erdnüssen bestand. Der Kakaogehalt lag bei 7 Prozent. Der Preis betrug bis zur Einstellung der Produktion 80 Pfennig. Die Schlager-Süßtafel war das erste einer ganzen Reihe von verschiedenen Substitutionsgütern, die aus Mangel an importierten Rohstoffen (besonders Kakao) in den 1980er Jahren produziert und verkauft wurden. Die Verpackung galt als Musterbeispiel des DDR-Industriedesigns.
Seit dem Jahr 2000 stellt die Goldeck Süßwaren GmbH in Zeitz erneut ein Produkt unter der Marke Zetti mit der Bezeichnung Schlagersüßtafel her, das eine sehr ähnliche Verpackungsgestaltung, allerdings veränderte Inhaltsstoffe aufweist. Der Kakaoanteil wurde auf 32 Prozent erhöht.

## Presse
„Was war in der Süßtafel tatsächlich drin? Im Jahr 1974 bestimmte eine neue Schokoladen-Vorschrift, dass der Kakaomindestgehalt in Vollmilchschokolade von 25 auf sieben Prozent zu senken sei, denn Rohstoffe waren knapp. Dafür wurde der Fettanteil erhöht, statt teurer Mandeln wurden Haselnüsse mit gemahlenen Erbsen zu einer Masse verarbeitet. Wenn schon in Vollmilchschokolade nur noch Kakaospuren enthalten waren, kam die Süßtafel ganz ohne solch eitle Zutat aus... Die Schlagersüßtafel ist ein weiterer Schritt, eine fast vergessene Naschtradition lebendig zu halten, auch wenn die Süßtafel jetzt doch Kakao enthält und nicht so recht nach DDR schmecken wird. Am Donnerstag ist das Band angelaufen, ab Montag warten wir auf den Verkaufsschlager.“

## Ähnliches Produkt
Die Schlager-Süßtafel wird häufig mit der Creck-Süßtafel verwechselt, es handelt sich aber um zwei unterschiedliche Produkte.

## Kurioses
Gerüchteweise hieß es unter Lästermäulern zu DDR-Zeiten, dass die Schlagersüßtafel mit Stierblut gefärbt sei, um die gewünschte Färbung auch ohne Kakao zu erreichen. Möglicherweise lag eine Verwechslung mit Gematogen vor. Dabei handelt es sich um eine noch heute in den Ländern der ehemaligen Sowjetunion bekannte Süßigkeit, die mit zugesetztem Rinderblut produziert wird und der eine medizinische Wirkung (Vorbeugung von Anämie) zugeschrieben wurde.